# Li Jianbin
Li Jianbin (李建滨S, Li JiànbīnP; Binzhou, 19 aprile 1989) è un calciatore cinese, difensore dello Shanghai Second.

## Carriera

### Nazionale
Ha partecipato alla Coppa d'Asia del 2011.